# Parc Nacional de Børgefjell
El Parc Nacional de Børgefjell (en noruec: Børgefjell nasjonalpark) és un parc nacional inaccessible i poc habituat pel turisme situat a Noruega, a la frontera entre els comtats de Nord-Trøndelag i de Nordland, a la frontera amb Suècia. La major part del parc és una reserva, amb pocs camins o altres instal·lacions per als visitants. Els visitants poden caminar per llargs períodes sense veure una altra persona. Amb 1447 quilòmetres quadrats, el parc va ser establert originalment el 1963 i va ser ampliat el 1973 i el 2003.
El primer element sembla la paraula en nòrdic antic byrgi que significa fortalesa o atrinxerament. Hi podia haver hagut algun tipus de fortalesa allí, possiblement per reclamar impostos als sami, i també per protegir la frontera dels suecs. L'últim element és Fjell que significa muntanya.

## Història i fauna
El poble Sami va controlar un terreny a Børgefjell just fins al començament del segle xx. Han mantingut rens a la zona durant almenys cinc segles anys. Es poden trobar tant a l'interior del parc com a zones properes tot de monuments culturals samis en forma d'assentaments i estacions de caça. Les primeres granges a la zona van aparèixer al pas del segle xviii al segle xix. Es van establir els primers parcs quan hi va haver una escassetat de terres en altres llocs.
Quant a la fauna, Børgefjell és molt conegut per tenir una població important de guineu àrtica, tot i que en termes de nombres el golut és el més comú dels grans depredadors. Tant el linx com l'os també es troben aquí. Els petits depredadors més comuns són la guineu, la mostela nevada, la marta i l'ermini. També és possible veure ocasionalment alguna llúdriga.
Tot Børgefjell s'utilitza per al pasturatge de rens domesticats. Les parts occidentals, orientals i del sud del parc nacional s'utilitzen principalment com a zones de pastura a l'estiu, mentre que les zones del nord s'utilitzen per al pasturatge durant tot l'any. A la zona més llunyana de l'est també hi ha rens salvatges que venen de Suècia.